# 오치초등학교
오치초등학교는 광주광역시 북구 오치동에 있는 초등학교이다.

## 학교 연혁
- 1993년 3월 2일 오치초등학교 개교
- 2008년 3월 1일 병설유치원 개원
- 2023년 1월 5일 제30회 졸업장 수여식(27명, 총5,331명)
- 2024년 1월 5일 제31회 졸업장 수여식(30명, 총5,361명)
- 2024년 3월 1일 제12대 구모선 교장 취임

## 참고 자료
- 오치초등학교 - 한국교육학술정보원 학교알리미